# 마이크 시노다
마이크 켄지 시노다(Michael Kenji Shinoda, 일본명: 篠田賢治 시노다 켄지[*], 1977년 2월 11일 ~ )는 일본계 미국인 음악가이자 프로듀서이다. 린킨 파크에서 래퍼, 키보드리스트, 백킹 보컬리스트 그리고 리듬 기타리스트를 맡고 있다. 또한 솔로로서 사이드 프로젝트 포트 마이너가 있다.

## 생애

### 성장 배경
마이크 시노다는 로스앤젤레스에 위치한 아구라 힐스에서 태어나 자랐다. 어렸을 때부터 피아노를 다루면서 자란 그는 파크만 초등학교, 린데로 중학교를 거쳐 피아노 레슨을 받으며 클래식 피아니스트 공부를 하다가 후에 재즈, 힙합에 관심을 가지게 된다. 이 기간 동안 그는 기타를 배우게 되고 이어 랩을 연습했다.
이어 10대 때, 마이크 시노다는 친구인 브래드 델슨과 함께 가사를 쓰고 자신의 방을 스튜디오로 삼아 녹음을 하기도 했었으며 고등학생이 되어서 아구라 고등학교에 입학하였다. 이후 당시 후바스탱크의 멤버였던 브래드 델슨, 롭 버든을 데리고 함께 3인조 밴드 제로를 결성한 뒤 좀 더 진지하게 음악을 하기 시작한다.
마이크 시노다는 고등학교 졸업 후에 그래픽 디자인과 일러스트레이션을 배우기 위해서 패서디나 아트센터 대학에 입학을 했다. 이때 턴테이블리스트인 조셉 한을 알게 되고 브래드 델슨의 같은 대학 친구 데이비드 "피닉스" 파렐을 영입하며 라인업을 갖춘다.
21살 때에는, 일러스트 전공으로 대학 졸업 후 그래픽 디자이너로서 활동하기도 하였는데 같은 멤버인 조셉 한과 함께 린킨 파크의 그림을 디자인하며 또한 스타일스 오브 비욘드의 데뷔 음반인 2000 Fold의 디자인까지 맡았다. 또한 2007년 Minutes to Midnight 활동 중 전시회를 개최하기도 하였다.

### 린킨 파크
마이크 시노다는 마크 웨이크필드 대신에 두 번째 보컬로 체스터 베닝턴을 영입하며 이 때부터 시노다는 점차적으로 밴드에서의 역할을 늘려갔는데, 첫 번째 녹음 곡으로 "Crawling"을 만들고 시노다는 브래드 델슨과 함께 Hybrid Theory EP 음반을 프로듀싱하고 만들어 린킨 파크의 첫 번째 음반인 Hybrid Theory의 대부분의 음반 트랙을 거의 완성했다. 또한 2002년, 마이크 시노다가 Reanimation 음반 작업에서 "Crawling", "Pushing Me Away" 등을 리믹스를 하면서 본격적으로 프로듀서의 자질을 입증하였고 쉬지 않고 엑스큐셔너의 음반에 수록된 "It's Goin' Down"의 피쳐링과 프로듀서를 맡았다.
두 번째 린킨 파크의 정규 음반인 Meteora (2003) 에서는 음악가와 프로듀서 및 엔지니어로서 더 능력을 발휘하였다. 이어, 그래픽 디자이너인 델타, 프랭크 매독스, 동료인 조셉 한과 같이 음반의 아트워크를 구상하기도 하였다.
발매 후 2004년에는 린킨 파크와 제이-지의 합동 음반인 Collision Course를 작업하였다. 음반의 프로듀싱 및 믹싱을 맡으면서 계속해서 성장해나갔고 이듬해 그래미상의 최우수 랩 / 송 콜라보레이션 부문에서 수상하였다.
공백기를 깨고 2007년 5월 14일, 세 번째 음반인 Minutes to Midnight을 발매하였는데, 시노다는 릭 루빈과 함께 공동 프로듀서로서 음반을 프로듀싱하며 밴드의 음악적 진보를 이루었다. 또한 이 음반을 통해 처음으로 래퍼 및 보컬로서 인정받기 시작하였는데, "In Between"과 B-사이드 곡인 "No Roads Left"을 불렀고, "Bleed It Out"과 "Hands Held High"에선 래퍼 및 보컬로서 자신의 능력을 선보였다. 이후 보컬로서 이름을 알리지 않았음에도 불구하고 올타임이 선정한 메탈 밴드 탑 100 순위에서 72위를 기록하였다. 이후 2010년 9월 14일에 발매한 4번째 음반인 A Thousands Suns의 프로듀서로서 시노다와 릭 루빈이 공동 작업하였다.

### 포트 마이너
마이크 시노다는 2003년-2004년 사이에 사이드 프로젝트를 구성하여 포트 마이너라는 프로젝트를 만들었다. 2015년에 신곡 "Welcome"을 공개했다.

## 디스코그래피

### 스튜디오 앨범
- 《Post Traumatic》(2018)

### EP 앨범
- 《Post Traumatic EP》(2018)